# Redwood Falls
Redwood Falls ist eine Stadt (mit dem Status „City“) und Verwaltungssitz des Redwood County im US-amerikanischen Bundesstaat Minnesota. Das U.S. Census Bureau hat bei der Volkszählung 2020 eine Einwohnerzahl von 5.102 ermittelt.

## Geografie
Redwood Falls liegt an der Mündung des Redwood River in den Minnesota River. Der im Renville County gelegene Teil des Stadtgebiets befindet sich am gegenüberliegenden Ufer des Minnesota River, hat aber keine Einwohner. Die geografischen Koordinaten von Redwood Falls sind 44°32′22″ nördlicher Breite und 95°07′01″ westlicher Länge. Die Stadt erstreckt sich über eine Fläche von 13,93 km².
Benachbarte Orte von Redwood Falls sind Morton (11,6 km östlich), Morgan (21,5 km südöstlich), Clements (20,4 km südsüdöstlich), Wabasso (26,3 km südsüdwestlich), Seaforth (24,2 km westsüdwestlich), Vesta (27,7 km westlich) und Delhi (14 km nordwestlich).
Die nächstgelegenen größeren Städte sind Minneapolis (180 km ostnordöstlich), Minnesotas Hauptstadt Saint Paul (193 km in der gleichen Richtung), Rochester (241 km ostsüdöstlich), Iowas Hauptstadt Des Moines (444 km südsüdöstlich), Omaha in Nebraska (421 km südlich), Sioux Falls in South Dakota (204 km südwestlich) und Fargo in North Dakota (344 km nordnordwestlich).

## Verkehr
In Redwood Falls treffen der U.S. Highway 71 und die Minnesota State Routes 19 und 67 zusammen. Alle weiteren Straßen innerhalb von Redwood Falls sind untergeordnete Landstraßen, teils unbefestigte Fahrwege oder innerstädtische Verbindungsstraßen.
In nordwest-südöstlicher Richtung verläuft durch das Stadtgebiet von Redwood Falls eine Eisenbahnlinie der Minnesota Prairie Line, einer regionalen (Class III) Eisenbahngesellschaft.
Der Redwood Falls Municipal Airport befindet sich im Westen des Stadtgebiets von Redwood Falls. Der nächste Großflughafen ist der Minneapolis-Saint Paul International Airport (178 km ostnordöstlich).

## Demografische Daten
Nach der Volkszählung im Jahr 2010 lebten in Redwood Falls 5254 Menschen in 2265 Haushalten. Die Bevölkerungsdichte betrug 377,2 Einwohner pro Quadratkilometer. In den 2265 Haushalten lebten statistisch je 2,23 Personen.
Ethnisch betrachtet setzte sich die Bevölkerung zusammen aus 87,8 Prozent Weißen, 0,6 Prozent Afroamerikanern, 6,6 Prozent amerikanischen Ureinwohnern, 0,7 Prozent Asiaten sowie 0,6 Prozent aus anderen ethnischen Gruppen; 3,6 Prozent stammten von zwei oder mehr Ethnien ab. Unabhängig von der ethnischen Zugehörigkeit waren 3,3 Prozent der Bevölkerung spanischer oder lateinamerikanischer Abstammung.
24,3 Prozent der Bevölkerung waren unter 18 Jahre alt, 55,0 Prozent waren zwischen 18 und 64 und 20,7 Prozent waren 65 Jahre oder älter. 52,3 Prozent der Bevölkerung war weiblich.

Das mittlere jährliche Einkommen eines Haushalts lag bei 40.156 USD. Das Pro-Kopf-Einkommen betrug 24.369 USD. 10,5 Prozent der Einwohner lebten unterhalb der Armutsgrenze.